# نا مون هی
 نا مون هی (به کره‌ای:나문희 به انگلیسی:Na-moon-hee) متولد ۳۰ نوامبر ۱۹۴۱بازیگر زن کره جنوبی است. او در مجموعه تلویزیونی تاجر پوسان در نقش مادر ایم سانگ اوک که زنی پر کار و کم توقع بود ظاهر شد. او یکی از بهترین دوستانیئو وون کیه بازیگر معروف کره ای بود.

## سریال ها
روز بخیر لی سون اوک (۲۰۱۴)
خانواده کیم محتاط نیست (۲۰۱۳)
نامون هی، مامان چیست؟ (۲۰۱۲)
حقه بازی پسران او جونگ سوک (۲۰۱۲)
من به عشق اعتقاد دارم، چا گویی نام (۲۰۱۱)
منم، مادربزرگ! (۲۰۱۰)
جریان رودخانه یالو (۲۰۰۸)
شاهزاده خانم چیل معروف (۲۰۰۶)
تاجر پوسان (۲۰۰۱)
دلیل زندگی من (۱۹۹۷)

## مشخصات کلی
نام بازیگر: (나문희 / Na Moon Hee (Na Mun Hui
شغل: بازیگر
تاریخ تولد: ۳۰ /نوامبر/ ۱۹۴۱ میلادی (۹ /آذر/ ۱۳۲۰ شمسی)
قد: ۱۶۵ سانتی‌متر
خانواده: همسر و ۳ دختر
نشان ستاره: برج قوس
آغاز فعالیت: سال ۱۹۶۱
سرگرمی: گوش دادن به موسیقی